# Mycalesis tytleri
Mycalesis tytleri är en fjärilsart som beskrevs av Talbot 1947. Mycalesis tytleri ingår i släktet Mycalesis och familjen praktfjärilar. Inga underarter finns listade i Catalogue of Life.